# Yuma Anzai
Yuma Anzai (安齊勇馬, Anzai Yuma)  (né le 15 mai 1999 à Annaka, Gunma, Japon, est un catcheur (lutteur professionnel) japonais. Il travaille actuellement à la All Japan Pro Wrestling (AJPW).
Il est lutteur à l'université Chūō et rejoint l'AJPW en 2022. Il est rapidement mis en valeur et remporte en 2024 le championnat Triple Crown, le championnat majeur de cette fédération, puis le championnat par équipes All Asia avec Rising HAYATO (en).

## Jeunesse
Yuma Anzai étudie à l'université Chūō où il fait partie de l'équipe de lutte dans la catégorie des moins de 97 kg (213 lb),. Il y remporte le tournoi du printemps 2021 en lutte libre et se classe 5e du championnat de lutte gréco-romaine universitaire la même année,.

## Carrière

### All Japan Pro Wrestling (2022–...)
Yuma Anzai entre au dojo de la All Japan Pro Wrestling (AJPW) en avril 2022. Il y apprend le catch auprès de Suwama et Yūji Nagata. Il fait ses débuts le 18 septembre où il perd face à Nagata même si sa prestation montre qu'il a du potentiel. Le lendemain, il connait une seconde défaite cette fois ci face à Minoru Suzuki, un autre catcheur populaire de cette fédération. Début octobre, l'AJPW dévoile la liste des participants au tournoi Real World Tag League et Anzai va faire équipe avec Nagata. Ils ne se qualifient pas pour la finale mais leur trois victoires durant la phase de groupe impressionne. Anzai se met en valeur notamment durant la dernière  journée le 7 décembre où il fait le tombé sur Suwama. Un peu plus d'une semaine plus tard, le journal Tokyo Sports le récompense en lui remettant le prix de rookie de l'année.
Le 24 mai 2024, il bat Katsuhiko Nakajima et remporte le AJPW Triple Crown Heavyweight Championship et devient le plus jeune champion de l'histoire du titre. Le 29 mai, il conserve son titre contre Kento Miyahara. Le 24 juin, il conserve son titre contre Hideki Suzuki. Le 13 juillet, il conserve son titre contre Suwama.

### New Japan Pro Wrestling (2023–...)
Lors de All Together Again, lui, Suwama et Yūji Nagata battent Los Ingobernables de Japón (BUSHI, Shingo Takagi et Tetsuya Naitō),.

### DDT Pro-Wrestling (2024–...)
Lors de Judgement 2024, lui et Rising HAYATO perdent contre Burning (Tetsuya Endo et Yuki Iino) et ne remportent pas les KO-D Tag Team Championship.

## Palmarès
- All Japan Pro Wrestling
  - 1 fois AJPW Triple Crown Heavyweight Championship
  - 1 fois AJPW All Asia Tag Team Championship avec Rising Hayato

## Récompenses des magazines
- Pro Wrestling Illustrated

| Année | 2023 | 2024 |
| ----- | ---- | ---- |
| Rang  | 284  | 41   |